# Vadebra petosiris
Vadebra petosiris är en fjärilsart som beskrevs av William Chapman Hewitson 1863. Vadebra petosiris ingår i släktet Vadebra och familjen juvelvingar. Inga underarter finns listade i Catalogue of Life.